# Henry Madin
Henry Madin (* 7. Oktober 1698 in Verdun; † 3. Februar 1748 in Versailles) war ein französischer Komponist und Kapellmeister.

## Leben
Henry Madin wurde an der Domsingschule der Kathedrale von Verdun musikalisch ausgebildet. Im Alter von 21 Jahren erhielt er die Priesterweihe und gleichzeitig die Verantwortung für die Ausbildung der Sängerknaben an der Kathedrale Saint Étienne von Meaux, wo vor ihm der bedeutende Musikerkollege und Priester, Abbé Sébastien de Brossard wirkte. Zwischen 1732 und 1730 war er wieder in Verdun tätig, bevor er eine Anstellung in Tours erhielt.
Nachdem er 1732 in Paris einige seiner Motetten beim Concert Spirituel erfolgreich aufführte, wurde er 1736 Vizekapellmeister der „musique de la Chapelle du Roi“, neben Charles-Hubert Gervais und André Campra. Parallel bekleidete er das Amt des Kapellmeisters an der Kathedrale von Rouen. 1741 wurde er Kanoniker an Saint-Quentin. Madin folgte 1742 nach Campras Tod diesem als verantwortlicher Ausbilder für die Pagen der Chapelle royale.
Sein kompositorisches Schaffen umfasst hauptsächlich sakrale Musik, wie Messen, Kantaten, das Te Deum O filii et filiae  und die in Frankreich unerlässlichen Motetten („Petits motets“ und „Grands Motets“). Von diesen Motetten ist heute besonders die Diligam te Domune bekannt.
Madin hinterließ auch ein musiktheoretisches Werk über den Kontrapunkt: Traité du contrepoint simple ou du chant sur le livre (Paris, 1742).
Der Literaturkenner, Musikschriftsteller und Vertraute des Königs, Évrard Titon du Tillet (1677–1762), bezeichnete Madin als einen der besten Motettenkomponisten des 18. Jahrhunderts.